# Ларба (станция)
Ла́рба — железнодорожная станция (до 1.10.2010 относилась к Тындинскому отделению) Тындинского региона  Дальневосточной железной дороги. Расположена в одноимённом посёлке Тындинского района Амурской области.
Станция получила своё название с эвенкийского языка: лирби — густо, много; др. вариант: ларба — рогатулина. Была основана строительным отрядом «Московский комсомолец» в феврале 1975 года.
На станции Ларба «Серебряное звено» как лучшей на Центральном участке БАМа было поручено уложить бригаде «бронепоезда» (Головного ремонтно-восстановительного поезда) ГОРЕМ № 28 И. В. Варшавского.
В 2014 г. начались работы по сооружению вторых путей, до этого насыпь использовалась под автодорогу. На участке Лумбир — Ларба замечены дефекты земляного полотна под вторые пути.
По основному характеру работы является промежуточной, по объёму работы отнесена к 5 классу.
На станции одна боковая низкая платформа и пассажирское здание.

Во внутреннем помещении вокзала размещены две мозаики работы туркменского художника Мухамметмурада Гочмурадова: «Туркменка» и «Природа Туркменистана».

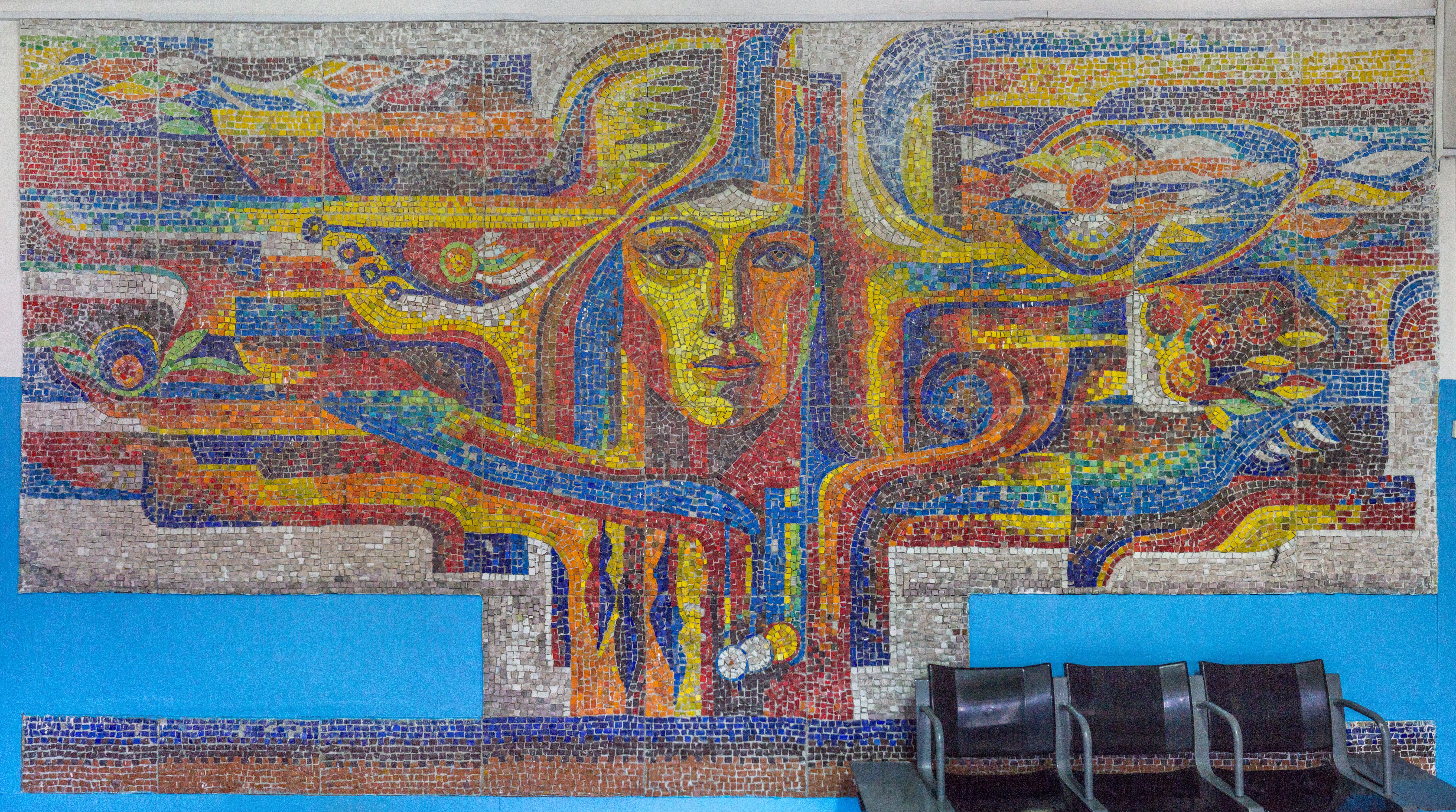
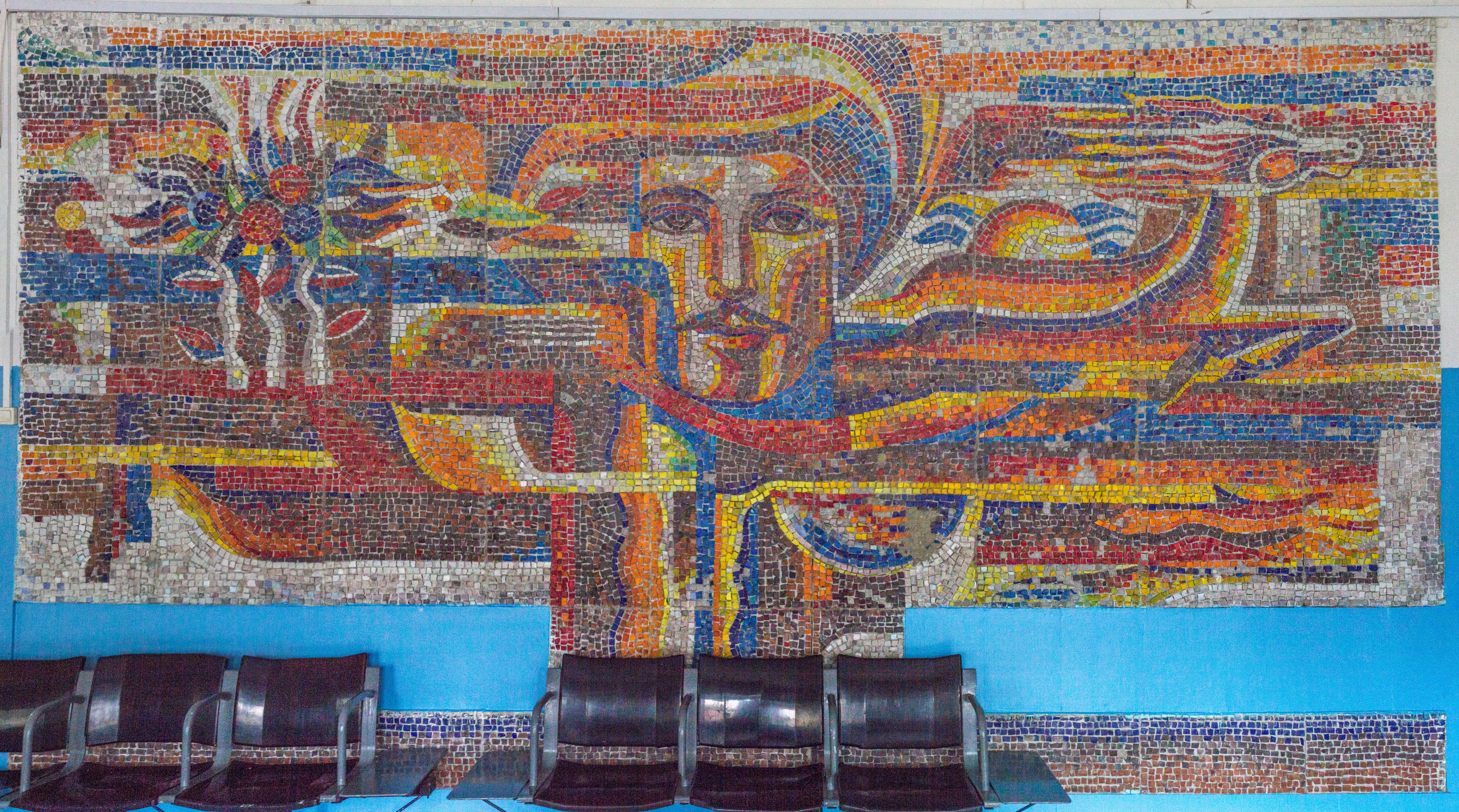

## Дальнее сообщение

### Круглогодичное движение поездов
| № поезда | Маршрут движения   | № поезда | Маршрут движения   |
| -------- | ------------------ | -------- | ------------------ |
| 75       | Нерюнгри — Москва  | 76       | Москва — Нерюнгри  |
| 97       | Тында — Кисловодск | 98       | Кисловодск — Тында |

### Сезонное движение поездов
| № поезда | Маршрут движения | № поезда | Маршрут движения |
| -------- | ---------------- | -------- | ---------------- |
| 235      | Тында — Анапа    | 236      | Анапа — Тында    |